# Kedungsari (Bandongan)
Kedungsari is een bestuurslaag in het regentschap Magelang van de provincie Midden-Java, Indonesië. Kedungsari telt 2281 inwoners (volkstelling 2010).